# يوليا ميزا
يوليا ميزا أو جوليا ميزا (165- 224 م) ولدت لأسرة عربية في إميسا (حِمْص)، وهي ابنة يولويس باسينوس كاهن إله الشمس، إله حمص الرئيس. كانت يوليا ميزا جدَّة الإمبراطورَين الرومانيين إيل جبل، وألكسندر سيفيروس. وكأختها الصُّغرى جوليا دومنا كانت يوليا ميزا إحدى الشخصيات النسائية المهمَّة اللواتي مارسنَ سلطتهنَّ من خلف العرش.
تزوَّجت يوليا ميزا النبيلَ السوري يوليوس أفيتوس ووُلد لها منه ابنتان جوليا سؤامياس، وجوليا أفيتا ماميا، وكلٌّ منهما كانت والدةً لإمبراطور. بعد زواج شقيقتها جوليا دومنا بسيبتيموس سيفيروس انتقلت يوليا ميزا للعيش في روما، ولكن بعد اغتيال كاراكالا وجوليا دومنا عادت إلى سوريا.
من حمص سعت يوليا ميزا للإطاحة ب ماكرينوس وإبداله بحفيدها إيل جبل ابن جوليا سؤامياس، ومن أجل هذا ادَّعَت الأم وابنتها بأن إيل جبل كان الابنَ غير الشرعي لكاراكالا. وبتأثيرهما أعلنت الفرقة الغالية الثالثة المؤلَّفة بأغلبيتها من جنود سوريين والمرابطة قرب مصياف أفيتوس إمبراطورًا تحت اسم إيل جبل، حيث كان الكاهن الأعظم في معبد حمص للإله إيل جبل، وقد نجحت في مَسعاها وأصبح حفيدها إمبراطورًا وهو في الرابعة عشرة من عمره.
ولولائها ودعمها كرَّمها إيل جبل بلقب Augusta avia Augusti ويعني (أوغسطسا، جدة أوغسطس). وأقنعت إيل جبل بتبنِّي حفيدها الآخر ألكسندر سيفيروس وبعدها بمدَّة قصيرة قتل الحرسُ البريتوري الإمبراطورَ ووالدتَه ورمَوا جثتيهما في نهر التيبر.
توفيت يوليا ميزا في حدود عام 226م، وكشقيقتها جوليا دومنا، قبل مدَّة قصيرة من تأليهها.

## مقالات ذات صلة
نساء الحضارة الرومية